# Pleurodema thaul
Pleurodema thaul (tên tiếng Anh: Sapito De Cuatro Ojos) là một loài ếch thuộc họ Leptodactylidae.
Loài này có ở Argentina và Chile.
Môi trường sống tự nhiên của chúng là rừng cận Nam cực, rừng ôn đới, vùng cây bụi ôn đới, vùng đồng cỏ ôn đới, sông ngòi, sông có nước theo mùa, đầm nước, hồ nước ngọt, hồ nước ngọt có nước theo mùa, đầm nước ngọt, đầm nước ngọt có nước theo mùa, vùng đồng cỏ, các đồn điền, vườn nông thôn, các vùng đô thị, khu vực trữ nước, ao, hố lộ thiên, khu vực xử lý nước thải, đất có tưới tiêu, đất nông nghiệp có lụt theo mùa, và thảm thực vật di thực.
Chúng hiện đang bị đe dọa vì mất môi trường sống.

## Hình ảnh

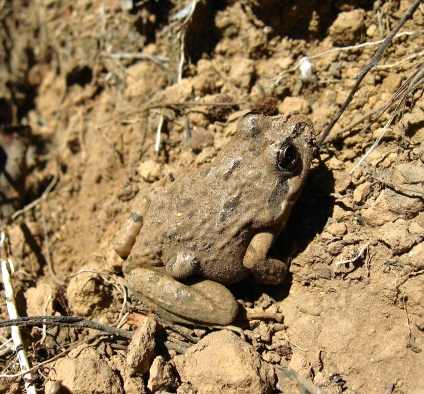